# 부명고등학교

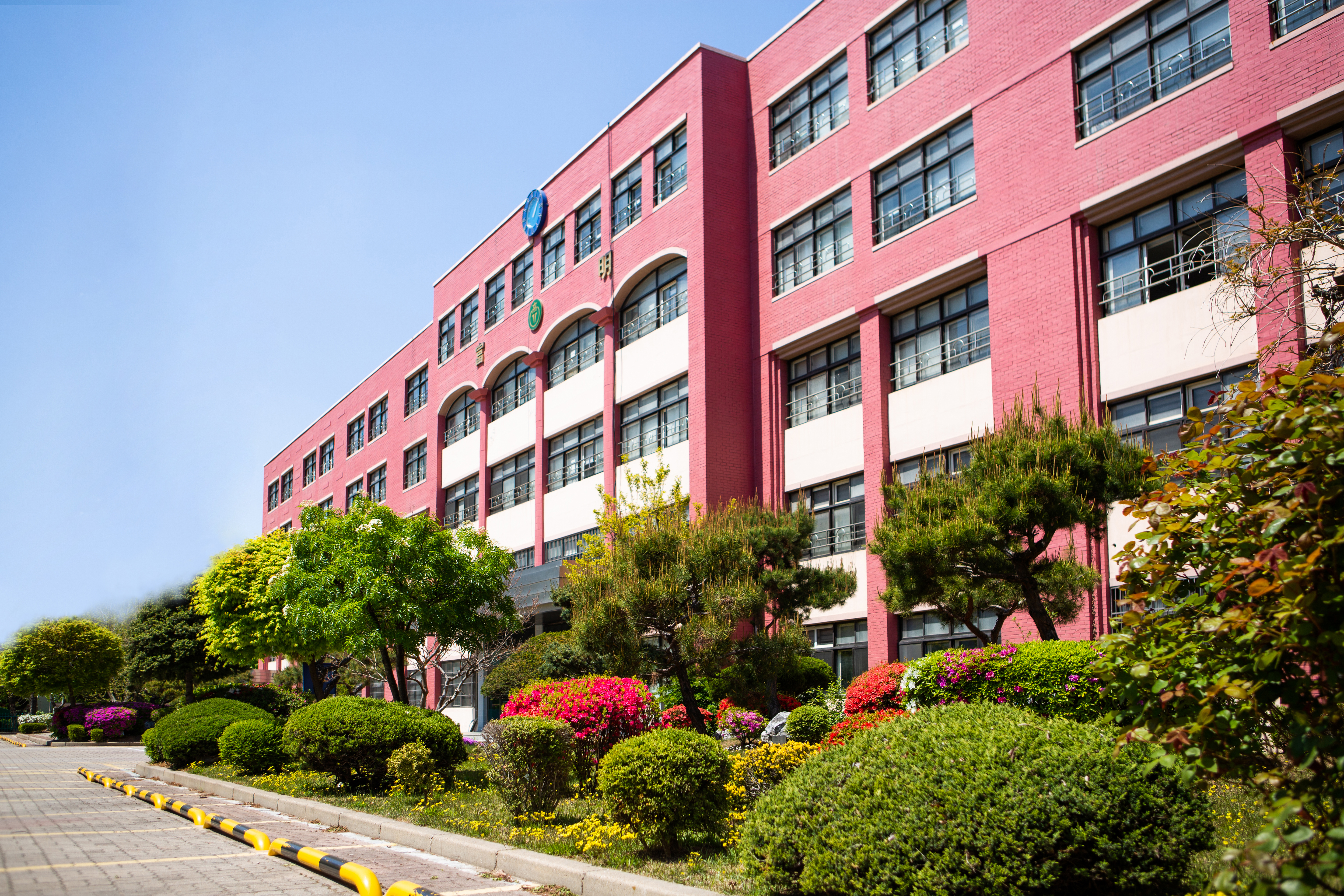

부명고등학교(富明高等學校)는 대한민국 경기도 부천시 원미구 중동에 있는 공립 고등학교이다.

## 학교 연혁
- 1994년 2월 28일 : 부명고등학교 설립인가(학년당 12학급, 계 36학급, 남녀공학)
- 1994년 3월 1일 : 초대 이강석 교장 취임
- 1994년 3월 5일 : 제1회 입학식
- 1994년 5월 9일 : 개교기념일(교기 제정 게양)
- 1997년 2월 14일 : 제1회 졸업 303명(남 153명, 여 150명)
- 2007년 6월 1일 : 직영급식소 개소
- 2023년 9월 1일 : 제9대 이선화 교장 취임
- 2023년 12월 21일 : 제28회 졸업 224명(졸업생누계 13,451명)
- 2024년 3월 4일 : 신입생 236명 (남 125명, 여 111명) 입학식

## 참고 자료
- 부명고등학교 - 한국교육학술정보원 학교알리미